# Glaresis holzschuhi
Glaresis holzschuhi är en skalbaggsart som beskrevs av Rudolph Petrovitz 1968. Glaresis holzschuhi ingår i släktet Glaresis och familjen Glaresidae. Inga underarter finns listade i Catalogue of Life.